# سرقت بزرگ سرقت کوچک
سرقت بزرگ، سرقت کوچک (به انگلیسی: Steal Big Steal Little) یا بزرگ بدزد، کم بدزد یک فیلم کمدی آمریکایی محصول سال ۱۹۹۵ به کارگردانی اندرو دیویس با بازی اندی گارسیا در دو نقش است.